# 食骨蠕虫
食骨蠕虫属是一类深海多毛纲动物，俗称食骨虫，学名Osedax来自拉丁语，意为“食骨的”，得名的原因它们主要是靠在鲸遗体的骨头上钻洞来获取骨头里的脂類物质，这些物质是它们主要的营养物质。
本属最初是於2002年2月在加利福尼亚州蒙特利湾（Monterey Bay）发现，最初是利用遙控潛水器Tiburon在海面下2,800米深，位於蒙特利峡谷的灰鲸遗体上检测到。

## 下属物种
本属包括以下物种：
- Osedax antarcticus Glover, Wiklund & Dahlgren, 2013
- Osedax braziliensis Fujiwara, Jimi, Sumida, Kawato & Kitazato, 2019
- Osedax bryani Rouse, Goffredi, Johnson & Vrijenhoek, 2018[2]
- Osedax crouchi Amon, Wiklund, Dahlgren, Copley, Smith, Jamieson & Glover, 2014
- Osedax deceptionensis Taboada, Cristobo, Avila, Wiklund & Glover, 2013
- Osedax docricketts Rouse, Goffredi, Johnson & Vrijenhoek, 2018[2]
- Osedax fenrisi Eilertsen, Dahlgren & Rapp, 2020
- Osedax frankpressi Rouse, Goffredi & Vrijenhoek, 2004
- Osedax jabba Rouse, Goffredi, Johnson & Vrijenhoek, 2018[2]
- Osedax japonicus Fujikura, Fujiwara & Kawato, 2006
- Osedax knutei Rouse, Goffredi, Johnson & Vrijenhoek, 2018[2]
- Osedax lehmani Rouse, Goffredi, Johnson & Vrijenhoek, 2018[2]
- Osedax lonnyi Rouse, Goffredi, Johnson & Vrijenhoek, 2018[2]
- Osedax mucofloris Glover, Kallstrom, Smith & Dahlgren, 2005
- Osedax nordenskjoeldi Amon, Wiklund, Dahlgren, Copley, Smith, Jamieson & Glover, 2014
- Osedax packardorum Rouse, Goffredi, Johnson & Vrijenhoek, 2018[2]
- Osedax priapus Rouse, Wilson, Worsaae & Vrijenhoek, 2015
- Osedax randyi Rouse, Goffredi, Johnson & Vrijenhoek, 2018[2]
- Osedax rogersi Amon, Wiklund, Dahlgren, Copley, Smith, Jamieson & Glover, 2014
- Osedax roseus Rouse, Worsaae, Johnson, Jones & Vrijenhoek, 2008
- Osedax rubiplumus Rouse, Goffredi & Vrijenhoek, 2004
- Osedax ryderi Rouse, Goffredi, Johnson & Vrijenhoek, 2018[2]
- Osedax sigridae Rouse, Goffredi, Johnson & Vrijenhoek, 2018[2]
- Osedax talkovici Rouse, Goffredi, Johnson & Vrijenhoek, 2018[2]
- Osedax tiburon Rouse, Goffredi, Johnson & Vrijenhoek, 2018[2]
- Osedax ventana Rouse, Goffredi, Johnson & Vrijenhoek, 2018[2]
- Osedax westernflyer Rouse, Goffredi, Johnson & Vrijenhoek, 2018[2]

## 生理结构
食骨虫没有胃、口和肛门，主要是依靠共生细菌来消化鲸的脂肪和骨油後分解出营养来供它们吸收。它们有彩色羽毛状的结构来充当鳃，显著的根毛状结构用来吸收营养和排泄废物。在一只雌性个体中，寄生着50－100只显微镜下才能看到的雄性个体，因为雄虫在幼虫期时就不再长大了。

## 繁殖
无论在野外还是在实验室环境下的水中，人们都能观察到雌虫会大量产卵。Osedax rubiplumus一次能产出上百个卵母细胞。排出体外时卵细胞已受精。它们的内共生体——海洋螺菌目（Oceanospirillales）细菌在这些卵母细胞中是不存在的，而是在之後从外界获得。对於成体，细菌居住在根毛状结构上，而这些结构用於进入鲸骨。它们的生殖力似乎非常旺盛，持续不断的繁殖。从它们的生殖特点就能得知，虽然沉入海底的鲸鱼遗体很稀少，食骨蠕虫属的多样性仍然很强的原因。

## 发现历史

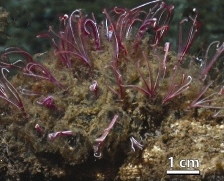
Osedax frankpressi

在2002年该属被发现後，第一次对外宣布是在2004年的《科学》杂志上。2005年，瑞典的一些海洋生物学家进行了一项试验，结果成功的在瑞典西海岸的北海发现了一新种。在试验中，他们将一隻被沖上岸的小鬚鯨遗体沉入120米深的海中，并观察了数个月。结果出人意料，生物学家们发现这次的发现与之前不同，新种Osedax mucofloris生活在浅海中，而之前发现的食骨蠕虫是生活在深海中的。
2009年11月，研究者在加利福尼亚海岸的蒙特利湾发现了多达15种食骨蠕虫。
美国夏威夷大学的海洋生物学家克雷格·史密斯（Craig Smith）指出，19世纪末有半数的食骨蠕虫灭绝，因为当时90%的鲸都由於捕鲸活动被杀死。

## 生态位

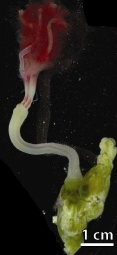
Osedax rubiplumus

食骨蠕虫对於海洋脊椎动物遗体的降解所扮演的角色备受人们争议。一些科学家认为食骨蠕虫只消耗鲸骨，而另外一些人认为它们可以消耗多种类型的遗体。这种争议是由於一个生物地理学悖论引起的：虽然鲸遗体坠入海底是很罕见的，这个过程持续的时间也很短暂，食骨蠕虫仍然有广阔的生物地理学分布，而且也具有很强的多样性。一种假设超前的解释了它们如此成功的原因，认为它们能将多种脊椎动物的遗体收集到鲸骨附近。已有一项试验试图证实这一假设，已知一个食骨蠕虫属的变种能将海底的牛骨收集起来。人们也曾观察到它们能将水面舰船厨房垃圾中混入的陆生动物骨头收集起来。其他一些科学家也对此假设提出了反对意见，认为牛骨试验并不满足自然栖息地的条件，而且陆生动物骨头大量进入海中的可能性也是微乎其微的。他们还指出，残羹落入海中，动物遗体很快就会消失，食骨蠕虫可能来不及收集，而且也没有相似的其他观测案例来证实这一假设。食骨蠕虫对於降解海洋脊椎动物的真正作用是需要被人们深入了解的，因为这对於研究海洋脊椎动物的埋藏學非常重要。

## 延伸阅读
- （英文）Vrijenhoek R. C., Johnson S. B. & Rouse G. W. (10 November 2009) "A remarkable diversity of bone-eating worms (Osedax; Siboglinidae; Annelida)". BMC Biology 7: 74. doi:10.1186/1741-7007-7-74